# Elaphidion niveonotatum
Elaphidion niveonotatum là một loài bọ cánh cứng trong họ Cerambycidae.